# Bhumchanok Kamkla
Bhumchanok Kamkla (thailändisch ภูมิชนก แกมกล้า; * 16. März 2004) ist ein thailändischer Fußballspieler.

## Karriere
Bhumchanok Kamkla erlernte das Fußballspielen in der Jugend von Bangkok United. Hier unterschrieb er am 1. Januar 2023 seinen ersten Vertrag. Der Verein aus der Hauptstadt Bangkok spielte in der ersten Liga, der Thai League. Im August 2022 wechselte er auf Leihbasis zum Drittligisten Samut Prakan FC. Mit dem Verein aus Samut Prakan spielte er in der Bangkok Metropolitan Region der Liga. In der Saison 2022/23 bestritt er 18 Ligaspiele. Nach einer Spielzeit wurde sein Vertrag im September 2023 um ein weiteres Jahr verlängert. In der nachfolgenden Spielzeit bestritt er wieder 18 Ligaspiele. Nach zwei Jahren wechselte er im Juli 2024 ebenfalls auf Leihbasis zum Zweitligisten Ayutthaya United FC. Sein Zweitligadebüt gab Kamkla am 25. August 2024 (3. Spieltag) im Auswärtsspiel gegen den Aufsteiger Sisaket United FC. Bei der 2:1-Niederlage wurde er in der 72. Minute für Kitphom Bunsan eingewechselt. Am Ende der Saison 2024/25 feierte er mit Ayutthaya die Vizemeisterschaft der zweiten Liga sowie den Aufstieg in die erste Liga. Im Sommer 2025 wurde sein Leihvertrag um ein weiteres Jahr verlängert.

## Erfolge
Ayutthaya United FC
- Thailändischer Zweitligavizemeister: 2024/25  ▲